# Thaddeus Young
Thaddeus Charles Young (Nueva Orleans, Luisiana, 21 de junio de 1988) es un jugador de baloncesto estadounidense que se encuentra sin equipo. Con 2,03 metros de altura, juega en la posición de alero. Es hijo de Felton Young, el que fuera también baloncestista profesional y elegido en el draft por Buffalo Braves.

## Carrera

### High School
Mientras asistió al Instituto Mitchell se convirtió en uno de los mejores jugadores de high school del país. Fue elegido en el mejor quinteto del estado en tres ocasiones, en el segundo equipo del All-American, "Mr. Basketball" en 2005, jugador del año de Tennessee en 2006 y disputó el McDonald's All-American. Como sénior promedió 26.9 puntos, 13.8 rebotes, 4.1 asistencias, 4.3 robos de balón y 3.6 tapones por partido. Gracias a sus excelentes condiciones atléticas combinó el baloncesto con el campo a través en su año júnior.

### Universidad
Young tan solo jugó un año en la Universidad de Georgia Tech, promediando 14.4 puntos, 4.9 rebotes, 2.2 asistencias, 47.8% en tiros de campo y 41.9% en triples en 31 partidos disputados, todos como titular. En el torneo de la NCAA cayeron eliminados ante UNLV Rebels por un ajustado 67-63 después de conseguir un balance de 20-10 en la temporada regular. En los cinco encuentros anteriores al torneo de la NCAA firmó 19.4 puntos y 5 rebotes por partido.

#### Estadísticas
| Año     | Equipo       | PJ | PT | MPP  | %TC  | %3P  | %TL  | RPP | APP | ROB | TPP | PPP  |
| ------- | ------------ | -- | -- | ---- | ---- | ---- | ---- | --- | --- | --- | --- | ---- |
| 2006–07 | Georgia Tech | 31 | 31 | 29.6 | .478 | .419 | .749 | 4.9 | 2.0 | 1.3 | .4  | 14.4 |

### NBA
Young fue seleccionado por los Philadelphia 76ers en la décima segunda posición del Draft de 2007.
Tras siete temporadas en Philadelphia, las dos últimas como titular, el 23 de agosto de 2014, Young fue enviado a los Minnesota Timberwolves en un traspaso entre tres equipos, que involucró a Cleveland Cavaliers y los 76ers.
El 19 de febrero de 2015, fue traspasado a los Brooklyn Nets a cambio de Kevin Garnett.
El 23 de junio de 2016 fue traspasado a Indiana Pacers a cambio de la elección número 20 del Draft de la NBA de 2016 y una furura segunda ronda.
Tras tres temporadas en Indiana, el 6 de julio de 2019 decide firmar como agente libre con los Chicago Bulls.
Al término de su segunda temporada en Chicago, fue galardonado con el Premio Hustle.
El 3 de agosto de 2021, es traspasado a San Antonio Spurs junto a Al-Farouq Aminu, a cambio de DeMar DeRozan.
El 10 de febrero de 2022, es traspasado junto a Drew Eubanks a Toronto Raptors, a cambio de Goran Dragić.
El 8 de febrero de 2024 es traspasado, junto a Dennis Schröder, a Brooklyn Nets a cambio de Spencer Dinwiddie, pero fue despedido ese mismo día. El 13 de febrero firma como agente libre con Phoenix Suns, hasta final de temporada.

## Estadísticas de su carrera en la NBA

### Temporada regular
| Año     | Equipo       | PJ    | PT  | MPP  | %TC  | %3P  | %TL  | RPP | APP | ROB | TPP | PPP  |
| ------- | ------------ | ----- | --- | ---- | ---- | ---- | ---- | --- | --- | --- | --- | ---- |
| 2007-08 | Philadelphia | 74    | 22  | 21.0 | .539 | .316 | .738 | 4.2 | .8  | 1.0 | .1  | 8.2  |
| 2008-09 | Philadelphia | 75    | 71  | 34.4 | .495 | .341 | .735 | 5.0 | 1.1 | 1.3 | .3  | 15.3 |
| 2009-10 | Philadelphia | 67    | 45  | 32.0 | .470 | .348 | .691 | 5.2 | 1.4 | 1.2 | .2  | 13.8 |
| 2010-11 | Philadelphia | 82    | 1   | 26.1 | .541 | .273 | .707 | 5.3 | 1.0 | 1.1 | .3  | 12.7 |
| 2011-12 | Philadelphia | 63    | 1   | 27.9 | .507 | .250 | .771 | 5.2 | 1.2 | 1.0 | .6  | 12.8 |
| 2012-13 | Philadelphia | 76    | 76  | 34.6 | .531 | .125 | .574 | 7.5 | 1.6 | 1.8 | .7  | 14.8 |
| 2013-14 | Philadelphia | 79    | 78  | 34.4 | .454 | .308 | .712 | 6.0 | 2.3 | 2.1 | .5  | 17.9 |
| 2014-15 | Minnesota    | 48    | 48  | 33.4 | .451 | .292 | .682 | 5.1 | 2.8 | 1.8 | .4  | 14.3 |
| 2014-15 | Brooklyn     | 28    | 20  | 29.6 | .495 | .380 | .606 | 5.9 | 1.4 | 1.4 | .3  | 13.8 |
| 2015-16 | Brooklyn     | 73    | 73  | 33.0 | .514 | .233 | .644 | 9.0 | 1.8 | 1.5 | .5  | 15.1 |
| 2016-17 | Indiana      | 74    | 74  | 30.2 | .527 | .381 | .523 | 6.1 | 1.6 | 1.5 | .4  | 11.0 |
| 2017-18 | Indiana      | 81    | 81  | 32.2 | .487 | .320 | .598 | 6.3 | 1.9 | 1.7 | .4  | 11.8 |
| 2018-19 | Indiana      | 81    | 81  | 30.7 | .527 | .349 | .644 | 6.5 | 2.5 | 1.5 | .4  | 12.6 |
| 2019-20 | Chicago      | 64    | 16  | 24.9 | .448 | .356 | .583 | 4.9 | 1.8 | 1.4 | .4  | 10.3 |
| 2020-21 | Chicago      | 68    | 23  | 24.3 | .559 | .267 | .628 | 6.2 | 4.3 | 1.1 | .6  | 12.1 |
| 2021-22 | San Antonio  | 26    | 1   | 14.2 | .578 | .000 | .455 | 3.6 | 2.3 | .9  | .3  | 6.1  |
| 2021-22 | Toronto      | 26    | 0   | 18.3 | .465 | .395 | .481 | 4.4 | 1.7 | 1.2 | .4  | 6.3  |
| 2022-23 | Toronto      | 54    | 9   | 14.7 | .545 | .176 | .692 | 3.1 | 1.4 | 1.0 | .1  | 4.4  |
| 2023-24 | Toronto      | 23    | 6   | 15.2 | .621 | .167 | .417 | 3.3 | 2.2 | .8  | .1  | 5.0  |
| 2023-24 | Phoenix      | 10    | 0   | 8.9  | .524 | .000 | .333 | 2.8 | .7  | .5  | .2  | 2.3  |
| Total   | Total        | 1,172 | 726 | 28.2 | .503 | .328 | .661 | 5.6 | 1.8 | 1.4 | .4  | 12.1 |

### Playoffs
| Año   | Equipo       | PJ | PT | MPP  | %TC  | %3P  | %TL  | RPP | APP | ROB | TPP | PPP  |
| ----- | ------------ | -- | -- | ---- | ---- | ---- | ---- | --- | --- | --- | --- | ---- |
| 2008  | Philadelphia | 6  | 6  | 26.7 | .480 | .200 | .857 | 4.5 | .7  | 1.2 | .0  | 10.2 |
| 2009  | Philadelphia | 6  | 6  | 38.2 | .449 | .417 | .833 | 4.5 | 1.3 | 1.0 | .2  | 12.0 |
| 2011  | Philadelphia | 5  | 0  | 25.4 | .417 | .000 | .583 | 5.8 | .8  | .8  | .2  | 11.4 |
| 2012  | Philadelphia | 13 | 0  | 21.3 | .429 | .000 | .710 | 5.2 | 1.2 | .5  | .5  | 7.7  |
| 2015  | Brooklyn     | 6  | 6  | 31.7 | .439 | .000 | .417 | 7.2 | 2.7 | .8  | .2  | 10.5 |
| 2017  | Indiana      | 4  | 4  | 35.0 | .538 | .250 | .500 | 9.0 | 2.5 | 2.0 | .3  | 12.0 |
| 2018  | Indiana      | 7  | 7  | 33.9 | .600 | .286 | .385 | 7.6 | 1.4 | 1.7 | .9  | 11.3 |
| 2019  | Indiana      | 4  | 4  | 32.5 | .429 | .250 | .571 | 7.0 | 3.8 | 2.8 | .8  | 10.5 |
| 2022  | Toronto      | 6  | 0  | 14.5 | .500 | .143 | .250 | 3.0 | 1.7 | .8  | .2  | 3.3  |
| 2024  | Phoenix      | 1  | 0  | 3.6  | —    | —    | —    | .0  | .0  | .0  | .0  | .0   |
| Total | Total        | 58 | 33 | 27.3 | .468 | .250 | .606 | 5.7 | 1.6 | 1.1 | .4  | 9.3  |

## Vida personal
Thaddeus es hijo de Lula Hall y Felton Young, el cual jugó al baloncesto universitario en Jacksonville y fue elegido en el draft de 1978 por Buffalo Braves. Su madre falleció a los 57 años, el 13 de noviembre de 2014, por cáncer de pulmón.
Está casado con Shekinah Beckett, y tienen dos hijos: Thaddeus Jr. y Taylor.
En mayo de 2011, abrió la fundación Young for Youth para ayudar a los jóvenes en situación de riesgo y a las familias jóvenes.